# Cruel Summer (album de GOOD Music)
Pour les articles homonymes, voir Cruel Summer.
Albums de Kanye West
Watch the Throne
(2011) Yeezus
(2013)
Albums de Kid Cudi
WZRD
(2012) Indicud
(2013)
Singles
1. Mercy
Sortie : 3 avril 2012
2. Cold
Sortie : 29 avril 2012
3. New God Flow
Sortie : 21 juillet 2012
4. Clique
Sortie : 6 septembre 2012

Cruel Summer est une compilation collective des artistes du label GOOD Music, sortie en 2012`.

## Historique
En 2004, le rappeur Kanye West crée le label GOOD Music. Dès octobre 2011, il annonce sur Twitter la sortie d'un album pour le printemps 2012.
Initialement prévu pour le 7 août 2012, l'album sort finalement le 18 septembre 2012.
Un court-métrage du même nom, inspiré de l'album et réalisé par Kanye West, est présenté au Festival de Cannes 2012.

## Liste des titres
| 1.    | To the World (Kanye West featuring R. Kelly)                                                   | West, Kelly, Andrew "Pop" Wansel, Warren Felder, Ross Birchard, E. Nickerson, A. Khan, Ken Lewis                                                                    | Wansel, Oakwud, West (co), Hudson Mohawke (co), Mano (add.), The Twilite Tone (add.), Lewis (add.) | 3:51 |
| 2.    | Clique (Kanye West & Big Sean featuring Jay-Z)                                                 | Chauncey Hollis, Sean Anderson, West, Shawn Carter | Hit-Boy                                                                                            | 4:53 |
| 3.    | Mercy (Big Sean, Pusha T, Kanye West featuring 2 Chainz)                                       | Kanye West, Stephan Taft, Sean Anderson, Terrence Thornton, Tauheed Epps, James Thomas, Denzie Beagle, Winston Riley, Reggie Williams                               | Lifted, Mike Dean (add.), Mike Will (add.), Kanye West (add.), Hudson Mohawke (add.)               | 5:26 |
| 4.    | New God Flow (Pusha T & Kanye West featuring Ghostface Killah)                                 | Kanye West, Terrence Thornton, Herbert Rooney, Ronald Bean, Highleigh Crizoe, Dennis Coles, Reverend G.I. Townsend, Marcos Valle                                    | Kanye West, Boogz & Tapez (co), Anthony Kilhoffer (add.)                                           | 5:57 |
| 5.    | The Morning (Pusha T, Common, Cyhi the Prynce, Kid Cudi & D'banj featuring Raekwon & 2 Chainz) | Craig Balmoris, Julian Nixon, Corey Woods, Thornton, Lonnie Lynn, Epps, Cydel Young, Scott Mescudi, Dapo Oyebanjo, Andrea Martin, Alan Jay Lerner, Frederick Loewe  | Best Kept Secret                                                                                   | 4:35 |
| 6.    | Cold (Kanye West featuring DJ Khaled)                                                          | Kanye West, Chauncey Hollis, James Todd Smith, Marlon Williams | Hit-Boy                                                                                            | 3:36 |
| 7.    | Higher (Pusha T featuring The-Dream & Ma$e)                                                    | Hollis, Terius Nash, Thornton, Mason Betha, John Stephens | Hit-Boy                                                                                            | 4:34 |
| 8.    | Sin City (John Legend, Teyana Taylor, Cyhi the Prynce & Malik Yusef featuring Travis Scott)    | Stephens, Scott, Tommy Brown, T. Taylor, Young, Malik Jones | Travis Scott, Tommy Brown                                                                          | 4:28 |
| 9.    | The One (Kanye West & Big Sean featuring 2 Chainz & Marsha Ambrosius)                          | West, Anderson, Epps, Ambrosius, Byron Thomas, Kilhoffer, Khan, M. Taylor, James Fauntleroy II, Carlton Ridenhour, James Boxley, Dave Barker, Riley, Ansell Collins | Mannie Fresh, Kilhoffer (co), The Twilite Tone (co)                                                | 5:44 |
| 10.   | Creepers (Kid Cudi)                                                                            | Mescudi, Dan Black | Dan Black                                                                                          | 3:14 |
| 11.   | Bliss (John Legend & Teyana Taylor)                                                            | Stephens, T. Taylor, Birchard, Dean, E. Hamilton | Hudson Mohawke, Mike Dean (additional)                                                             | 3:30 |
| 12.   | I Don't Like (Pusha T, Kanye West & Big Sean featuring Chief Keef & Jadakiss)                  | West, Keith Cozart, Thornton, Anderson, Jason Phillips, Tyree Pittman, Townsend, Barrington Levy, Paul Love                                                         | Young Chop, Kanye West (add.), The Twilite Tone (additional)                                       | 4:43 |
| 54:31 |                                                                                                | | |      |

## Samples
Mercy
- Dust a Sound Boy, écrit par Denzie Beagle et Winston Riley, interprété par Super Beagle[1]
- Cu-Oonuh, écrit par Reggie Williams et Winston Riley, interprété par Reggie Stepper
- Lambo, interprété par YB

New God Flow
- Synthetic Substitution, écrit par Herb Rooney, interprété par Melvin Bliss
- Mighty Healthy (a cappella), écrit par Herb Rooney, Ronald Bean, Highleigh Crizoe et Dennis Coles, interprété par Ghostface Killah
- Sermon Fragment, écrit par Townsend
- Bôdas De Sangue, écrit et interprété par Marcos Valle

The Morning
- Get Me to the Church on Time, écrit par Alan Jay Lerner et Frederick Loewe

Cold
- Interpolation de Illegal Search, écrit par James T. Smith et Marlon L. Williams

The One
- Double Barrel, écrit par Dave Barker, Winston Riley et Ansell George Collins, interprété par Dave and Ansell Collins

Don't Like
- Sermon Fragment, écrit par Townsend
- Interpolation de Under Mi Sensi, écrit par Barrington Levy & Paul Love

## Classements
| Classement / pays (2012)   | Meilleure position |
| -------------------------- | ------------------ |
| Australie (ARIA Charts)    | 7                  |
| Région flamande (Ultratop) | 61                 |
| Canadian Albums Chart      | 4                  |
| Danemark (Tracklisten)     | 12                 |
| Pays-Bas (MegaCharts)      | 69                 |
| France (SNEP)              | 30                 |
| Suisse                     | 10                 |
| UK Compilation Chart       | 2                  |
| Billboard 200              | 2                  |
| Top R&B/Hip-Hop Albums     | 1                  |
| Top Rap Albums             | 1                  |

## Dates de sortie
| Pays             | Date              | Label               | Ref    |
| ---------------- | ----------------- | ------------------- | ------ |
| Irlande          | 14 septembre 2012 | GOOD Music, Def Jam | [ 11 ] |
| Nouvelle-Zélande | 14 septembre 2012 | GOOD Music, Def Jam | [ 12 ] |
| Danemark         | 14 septembre 2012 | GOOD Music, Def Jam | [ 13 ] |
| Royaume-Uni      | 17 septembre 2012 | GOOD Music, Def Jam |        |
| France           | 17 septembre 2012 | GOOD Music, Def Jam | [ 14 ] |
| États-Unis       | 18 septembre 2012 | GOOD Music, Def Jam | [ 15 ] |